# Scott megye (Indiana)
Scott megye az Amerikai Egyesült Államokban, azon belül Indiana államban található. Megyeszékhelye és legnagyobb városa Scottsburg. Lakosainak száma 24 384 fő (2020. április 1.). Scott megye Jennings, Jefferson, Clark, Washington és Jackson megyékkel határos.

## Népesség
A megye népességének változása:
| Lakosok száma | 24 193 | 24 002 | 23 845 | 23 972 | 23 744 | 24 384 |
|               | 2010   | 2011   | 2012   | 2013   | 2015   | 2020   |